# Aprilovo (Stara Zagora)
Aprilovo (Bulgaars: Априлово) is een dorp in de Bulgaarse gemeente Galabovo, oblast Stara Zagora. Het dorp ligt hemelsbreed op 32 km afstand van de regionale hoofdstad Stara Zagora en 215 km van de hoofdstad Sofia.

## Bevolking
In 2019 woonden er volgens het Nationaal Statistisch Instituut van Bulgarije 197 personen in het dorp.
|  |

De etnische Bulgaren vormen de grootste bevolkingsgroep in het dorp Aprilovo. In februari 2011 identificeerden 286 personen zichzelf als etnische Bulgaren, oftewel 99,7% van alle definieerbare respondenten.
| Etnische samenstelling van de respondenten (2011) | Etnische samenstelling van de respondenten (2011) | Etnische samenstelling van de respondenten (2011) | Etnische samenstelling van de respondenten (2011) | Etnische samenstelling van de respondenten (2011) |
| ------------------------------------------------- | ------------------------------------------------- | ------------------------------------------------- | ------------------------------------------------- | ------------------------------------------------- |
|                                                   |                                                   |                                                   |                                                   |                                                   |
| Bulgaren                                          | Bulgaren                                          |                                                   | 99,7%                                             | 99,7%                                             |
| Turken                                            | Turken                                            |                                                   | 0,0%                                              | 0,0%                                              |
| Roma                                              | Roma                                              |                                                   | 0,0%                                              | 0,0%                                              |
| Anders/Onbekend                                   | Anders/Onbekend                                   |                                                   | 0,3%                                              | 0,3%                                              |